# Filimer

Mapa que muestra la migración de los gotlandeses que puede ilustrar la legendaria migración de Filimer: la zona en rojo es Gothiscandza (en la cultura de Wielbark), la zona anaranjada es la extensión de Oium (Escitia) (en la cultura de Cherniajov), la zona en rosa en Gotland y la zona verde es la extensión tradicional de Götaland. La zona en morado corresponde al Imperio Romano.

Filimer ( 145-197 ) fue un legendario rey (nórdico antiguo konungr) de los godos que se menciona en la obra Getica del historiador Jordanes.
Era hijo de Gadarico el Grande (Gadareiks) y la quinta generación desde que el caudillo Berig lideró a su pueblo en la migración hacia Gothiscandza. Cuando la población se multiplicó, Filimer decidió liderar a su pueblo hacia un nuevo emplazamiento en Escitia, donde los godos derrotaron a los Spali, nombrando a su nueva patria Oium (que significa "en tierras de aguas"). Jordanes (XXIV:121) menciona que Filimer expulsó a las völvas, que se llamaban Aliorumnas (Halju-runnos, que significa "corredores del infierno" o "corredores del reino de los muertos", en referencia a sus artes shamánicas durante el trance). Estas völvas se vieron obligadas a buscar refugio lejos de los godos y más tarde su descendencia fueron los hunos.
El historiador danés Arne Søby Christensen propuso que Casiodoro, quien escribió el texto original que Jordanes basó su obra, inventó la figura de Filimer, una afirmación que fue recibida favorablemente entre los historiadores.
Los registros arqueológicos muestran que la población goda durante la cultura de Wielbark (Polonia) se desplazaron y asentaron en la actual Ucrania y en consecuencia un mestizaje con la población de la cultura de Zarubintsy, donde formaron posteriormente la cultura de Chernyakhov. Este movimiento cultural está identificado con la migración goda desde Gothiscandza a Oium (Escitia), pero no todos los investigadores lo afirman con seguridad debido a la falta de más evidencias.